# Svein Nyhus
Svein Nyhus (23. januar 1962) er en norsk illustrator og børnebogsforfatter. Han har udgivet en række billedbøger og samarbejdet med sin kone, digteren Gro Dahle, om flere bøger med psykologiske motiver.

## Bøger på dansk
Oversigten viser børnebøger med illustrationer af Svein Nyhus udgivet på dansk.
- 2000: Gro Dahle: Bag Mumme bor Moni
- 2001: Svein Nyhus: Lille Lu og troldmanden Bulibar – en fortællingsbog
- 2006: Prinsesse Märtha Louise af Norge: Hvorfor de kongelige ikke har krone på – Et eventyr
- 2011: Gro Dahle: Silkesød
- 2011: Gro Dahle: Vrede mand
- 2011: Svein Nyhus: Elis kuffert

## Ekstern henvisning
- Illustratorens blog med billedeksempler

- Wikimedia Commons har flere filer relateret til Svein Nyhus

1. ↑  Navnet er anført på engelsk og stammer fra Wikidata hvor navnet endnu ikke findes på dansk.